# Eupagoderes
Eupagoderes är ett släkte av skalbaggar. Eupagoderes ingår i familjen vivlar.

## Dottertaxa tillEupagoderes, i alfabetisk ordning[1]
- Eupagoderes aeneus
- Eupagoderes approximatus
- Eupagoderes argentatus
- Eupagoderes aridus
- Eupagoderes cinereus
- Eupagoderes constrictus
- Eupagoderes cretaceus
- Eupagoderes decipiens
- Eupagoderes depressirostris
- Eupagoderes desertus
- Eupagoderes dunnianus
- Eupagoderes durangoensis
- Eupagoderes geminatus
- Eupagoderes gemmulatus
- Eupagoderes giganteus
- Eupagoderes gracilis
- Eupagoderes griseus
- Eupagoderes lucanus
- Eupagoderes marmoratus
- Eupagoderes mexicanus
- Eupagoderes mortivallis
- Eupagoderes nivosus
- Eupagoderes plumbeus
- Eupagoderes prolatus
- Eupagoderes robustus
- Eupagoderes rotundatus
- Eupagoderes sallei
- Eupagoderes sordidus
- Eupagoderes speciosus
- Eupagoderes squalidus
- Eupagoderes turbinatus
- Eupagoderes varius
- Eupagoderes wickhami